# Игельстром, Андрей Викторович
Андре́й Ви́кторович Игельстро́м (20 января 1860, Вильно — 7 октября 1928, Хельсинки) — русский публицист из остзейского рода Игельстрем.
Родился в семье генерала (одного из братьев декабриста К. Г. Игельстрема) и получил военное образование. Привлеченный по делу социалистической организации «Пролетариат» в Варшаве (1885), был сослан на житьё в Сибирь; это наказание в 1889 было заменено на разжалование в рядовые.
Позже был заведующим русской библиотекой Гельсингфорсского университета и лектором русского языка в Гельсингфорсском политехническом институте. Поместил ряд статей о Финляндии в «Вестнике Европы», «Образовании», «Народном Хозяйстве», «Русской школе», «Русских ведомостях», в сборнике «Финляндия» (1898), в «Энциклопедическом словаре Брокгауза и Евфрона» и др.
В финляндских изданиях (преимущественно в научно-литературном журнале «Valvoja») печатал работы о русской литературе и жизни. В сотрудничестве с профессором И. Мандельштамом составил шведско-русский словарь (Гельсингфорс, 1905).
После революции остался с женой в Финляндии. Жена с 1883 г. Елена Гавриловна Галахова (1859—1950).
Сын — Игельстром Андрей Андреевич (1886—1939) — преподаватель истории в московских средних школах № 189 и 616.

## Источник текста
- Игельстром, Андрей Викторович // Энциклопедический словарь Брокгауза и Ефрона : в 86 т. (82 т. и 4 доп.). — СПб., 1890—1907.